# Sveti Peter, Piran
Sveti Peter (pogosto zapisano okrajšano kot Sv. Peter, italijansko San Pietro dell'Amata, od 1952 do 1992 Raven) je naselje v Slovenski Istri, ki upravno spada pod Občino Piran.
Razloženo naselje z gručastim jedrom na skrajnem jugovzhodu Šavrinskega gričevja, na slemenu in pobočjih med dolinama rek Dragonje in Drnice, obsega tudi zaselke Goreli, Ivankovec, Koščiči, Kozloviči, Sikuri, Špehi in Šterenci.

## Etimologija
Ime naselja so iz Sveti Peter  v Raven spremenili leta 1952. Tako kot preimenovanje mnogih drugih krajev po Sloveniji v povojnem času je bilo tudi preimenovanje Svetega Petra del obsežne kampanje oblasti, da se iz toponimov slovenskih krajev odstranijo vsi religiozni elementi. Staro ime so naselju vrnili leta 1992. Med domačini se je za vas ohranilo ime narečno ime »Šupeter«.

## Gospodarstvo
V nekdanjem kmečkem naselju, katerega prebivalci so se ukvarjali s pridelavo zgodnjih vrtnin, sadja in z oljkarstvom, je kmetijstvo danes večinoma le dopolnilna dejavnost, večina prebivalcev je zaposlenih v obalnih mestih. V okolici so ponekod še ohranjeni nasadi starih avtohtonih sort oljk (buga, črnica in štorta).

## Znamenitosti
- V zaselku Goreli je v prenovljeni Tonini hiši etnološka zbirka. V značilni kamniti istrski hiši so ohranjeni stara kuhinja, spalnica in torklja (stiskalnica za oljke), ki priča o pridobivanju oljčnega olja, ko je bila oljka tod še močno razširjena. Za hišo je eden od mnogih istrskih kalov.
- Vrh slemena stoji razgledna cerkev sv. Duha, na robu vaškega jedra pa cerkev sv. Petra, po kateri ima kraj ime, z zanimivim renesančnim reliefnim oltarjem.